# Marathon van Hamburg 1989
De marathon van Hamburg 1989 werd gelopen op zondag 21 mei 1989. Het was de vierde editie van de deze marathon.  De wedstrijd werd gelopen onder warme omstandigheden.
De Braziliaan Nivaldo Filho kwam bij de mannen als eerste over de streep in 2:13.21. Bij de vrouwen won de Nederlandse Jolanda Homminga de wedstrijd in 2:40.28.
In totaal finishten 8407 marathonlopers, waarvan 773 vrouwen.

## Uitslagen

### Mannen
| rang   | naam             | land | tijd    |
| ------ | ---------------- | ---- | ------- |
| Goud   | Nivaldo Filho    | BRA  | 2:13.21 |
| Zilver | Suleiman Nyambui | TAN  | 2:13.23 |
| Brons  | Martin Vrabel    | TCH  | 2:13.34 |
| 4      | Agapius Masong   | TAN  | 2:16.02 |
| 5      | Fernando Reis    | POR  | 2:17.15 |
| 6      | Laurenio Bezerra | BRA  | 2:17.16 |
| 7      | Wiktor Sawicki   | POL  | 2:17.21 |
| 8      | Tadeusz Lawicki  | POL  | 2:17.22 |
| 9      | Yuriy Kuzmin     | URS  | 2:17.23 |
| 10     | Attila Sulyok    | HUN  | 2:17.32 |
| 11     | Osmiro Dasilva   | BRA  | 2:17.54 |
| 12     | Andrzej Kaniak   | POL  | 2:18.12 |
| 13     | Jan Ikov         | DEN  | 2:18.28 |
| 14     | Ieuan Ellis      | WAL  | 2:19.13 |
| 15     | Henryk Lupa      | POL  | 2:19.52 |

### Vrouwen
| rang   | naam                | land | tijd    |
| ------ | ------------------- | ---- | ------- |
| Goud   | Jolanda Homminga    | NED  | 2:40.28 |
| Zilver | Christa Vahlensieck | GER  | 2:40.51 |
| Brons  | Angelika Dunke      | GER  | 2:44.13 |
| 4      | Linda Milo          | BEL  | 2:44.38 |
| 5      | Dagmar Knudsen      | GER  | 2:45.23 |
| 6      | Anne van Schuppen   | NED  | 2:46.41 |
| 7      | Irina Kazakova      | URS  | 2:50.00 |
| 9      | Sabine Kauf         | GER  | 2:52.30 |

1986 · 1987 · 1988 · 1989 · 1990 · 1991 · 1992 · 1993 · 1994 · 1995 · 1996 · 1997 · 1998 · 1999 · 2000 · 2001 · 2002 · 2003 · 2004 · 2005 · 2006 · 2007 · 2008 · 2009 · 2010 · 2011 · 2012 · 2013 · 2014 · 2015 · 2016 · 2017